# دومتي
دومتي (بالإنجليزية: Domty) هي شركة صناعات غذائية مساهمة مصرية متخصصة في إنتاج الأجبان والألبان والعصائر والمخبوزات، تأسست في عام 1990 وتعمل على تلبية احتياجات السوق المحلي والإقليمي من المنتجات الغذائية.

## التاريخ
تأسست شركة الصناعات الغذائية العربية "دومتي" عام 1990، حيث بدأت بإنتاج باقة صغيرة من منتجات الجبن وهم تحديدًا الجبنة البيضاء ثم جبن الموزاريلا. وقد نجحت الشركة في ترسيخ مكانتها وسط أبرز اللاعبين بسوق الجبنة بفضل علامتها الرئيسية الأكثر رواجًا "دومتي"، وكذلك التركيز على إطلاق المبادرات الاستراتيجية الهادفة إلى اكتساب ثقة واستحسان العملاء والتي يدعمها التزام الشركة بتقديم المنتجات عالية الجودة.
وتقوم الشركة حاليًا بإنتاج باقة متنوعة من المنتجات بمختلف نكهاتها – المتوفرة في قرابة 200 وحدة بيعية بما في ذلك منتجات علامتي دومتي وبرافو ـ والتي لعبت دورًا كبيرًا في تعزيز الريادة السوقية للشركة وتوسيع نطاق تغطيتها ليشمل المتاجر ومحلات السوبر ماركت في جميع أنحاء وربوع الجمهورية.
ويتجسد نجاح الشركة في مسيرة النمو التي انتهجتها منذ نشأتها، حيث بدأت أنشطتها التجارية باستخدام مركزين توزيع وشاحنتين تجارتين فقط، - خلال فترة اتسمت بهيمنة منتجات الجبن السائب لتمثل 90% من سوق الجبنة المحلي، وكذلك عدم رواج الجبنة المعبأة آليًا بين المستهلكين – حتى أصبحت دومتي شركة رائدة في إنتاج وتوزيع منتجات الجبنة وتحتل أكبر حصة سوقية من مبيعات الجبنة البيضاء في مصر.
وتقوم الشركة حاليًا بتشغيل 2600 موظف ومنظومة توزيع تضم أكثر من 600 شاحنة تجارية و27 مركز بيع وتوزيع بمختلف أنحاء الجمهورية، وذلك سعيًا لضمان توزيع وتسليم منتجاتها لجميع مراكز التجزئة بسرعة ودقة. ومن ثم تتبنى الشركة مجموعة من القيم التي ساهمت في نجاح الشركة وتعزيز ريادتها، وهي العمل الابتكاري وجودة المكونات الغذائية والمزاق الحسن وتقديم أعلى قيمة مقابل أفضل الأسعار.

## بيع أسهم
في 15 سبتمبر 2022 وافق المساهمون في شركة الصناعات الغذائية العربية (دومتي) المدرجة بالبورصة المصرية على بيع 93 مليون سهم إلى التحالف الذي تقوده شركة إكسبيديشن إنفستمنتس، وفقا للإعلان المنشور على شاشة البورصة في 14 سبتمبر 2022. يمثل ذلك نحو 97% من 96.2 مليون سهم كان التحالف يستهدف الاستحواذ عليها، ما يمنحه الآن نحو 32.9% من أسهم الشركة. وتقدر قيمة الصفقة بنحو 511.6 مليون جنيه بناء على سعر عرض إكسبيديشن المعدل والبالغ 5.50 جنيه للسهم الواحد، وفقا لحساباتنا.
تذكير – كان على مساهمي دومتي من منتصف أغسطس حتى نهاية جلسة يوم الأربعاء الموافق 14 سبتمبر 2022 بيع أسهمهم بموجب عرض الشراء الإجباري. رفعت إكسبيديشن إنفستمنتس سعر العرض الأصلي بنسبة 10% الأسبوع الماضي إلى 5.50 جنيه للسهم، بعد أن قدرت دراسة القيمة العادلة التي أجرتها شركة "بي دي أو كيز" سعر سهم الشركة عند 6.90 جنيه.
تسيطر عائلة الدماطي حالياً على دومتي: عائلة الدماطي، التي أسست دومتي وتسيطر بالفعل على 56% من الشركة، هي جزء من التحالف الذي استحوذ على حصة 33%، مما يعني أنها تسيطر الآن على نحو 89% من أسهم الشركة. وتمتلك العائلة أيضا حصص أقلية في شركة إكسبيديشن، والتي تعد شركة ذات غرض خاص مؤسسة وفقا لقوانين دولة موريشيوس ويمتلكها مستثمرون لم يفصح عن هويتهم من مصر ودول الخليج.

## روابط خارجية
الموقع الرسمي